# Cepu (onderdistrict)

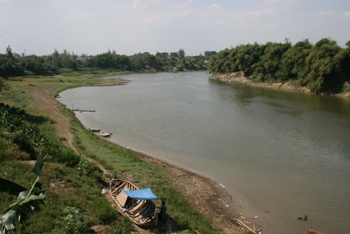
De rivier Solo ter hoogte van de stad Cepu.

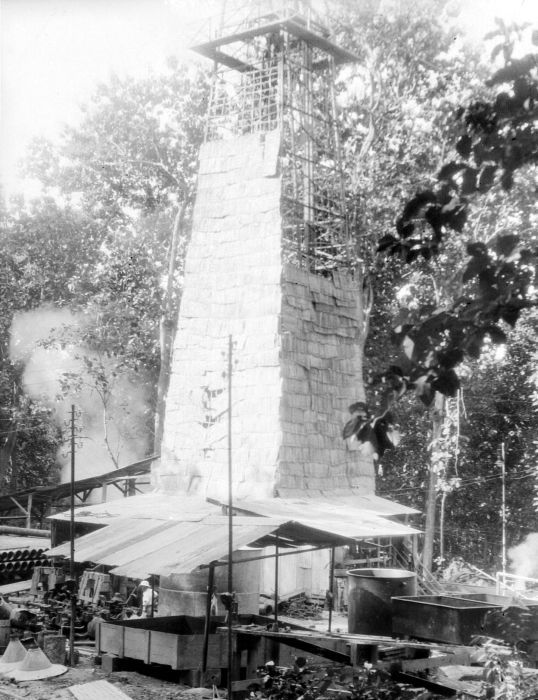
Olie boortoren in Cepu (1929).

Cepu (oude spelling: Tjepoe) is een onderdistrict (kecamatan) in de provincie Midden-Java, gelegen op het Indonesische eiland Java. De stad ligt aan de spoorlijn van Semarang naar Surabaya.
Ten tijde van Nederlands-Indië was Cepu van belang vanwege de teakbossen en de olievoorraden. Een nieuwe olievondst werd in 2005 gedaan door ExxonMobil.
In het nabijgelegen Ngloram ligt een oud Nederlands vliegveld.